# Listă de actori - E
|  | Listă de actori \| \| Listă de actori - E \| Liste alfabetice de actori și actrițe \| Listă de actrițe A - B - C - D - E - F - G - H - I - J - K - L - M - N - O - P - Q - R - S - T - U - V - W - X - Y - Z |

## Actori - E
| - Clint Eastwood (* 1930) - Christopher Eccleston (* 1964) - Alfred Edel (1932 - 1993) - Harald Effenberg (* 1957) | - Jack Elam (1918 - 2003) - Denholm Elliott (1922 - 1992) - Cary Elwes (* 1962) - Heinz Erhardt (1909 - 1979) - Peter Ehrlich (* 1933) | - Eberhard Esche (* 1933) - Ants Eskola (1908-1989) - Emilio Estevez (* 1962) - Maurice Evans (1910 - 1989) - Rupert Everett (* 1959) - Tom Ewell (1909 - 1994) |

## Actrițe
|  | Listă de actrițe \| \| Listă de actori \| Liste alfabetice de actori și actrițe \| Listă de actrițe A - B - C - D - E - F - G - H - I - J - K - L - M - N - O - P - Q - R - S - T - U - V - W - X - Y - Z |